# Пауроподи
Пауроподите (Pauropoda) са клас животни от тип Членестоноги (Arthropoda).
Таксонът е описан за пръв път от Джон Лъбък през 1868 година.

## Разреди
- Hexamerocerata
- Tetamerocerata
- Tetramerocerata